# Witzmann (Orgelbauer)
Witzmann war eine Orgelbauerfamilie, die von 1803 bis 1881 im thüringischen Stadtilm und von 1840 bis 1877 in Kleinrudestedt im Thüringer Becken tätig war.

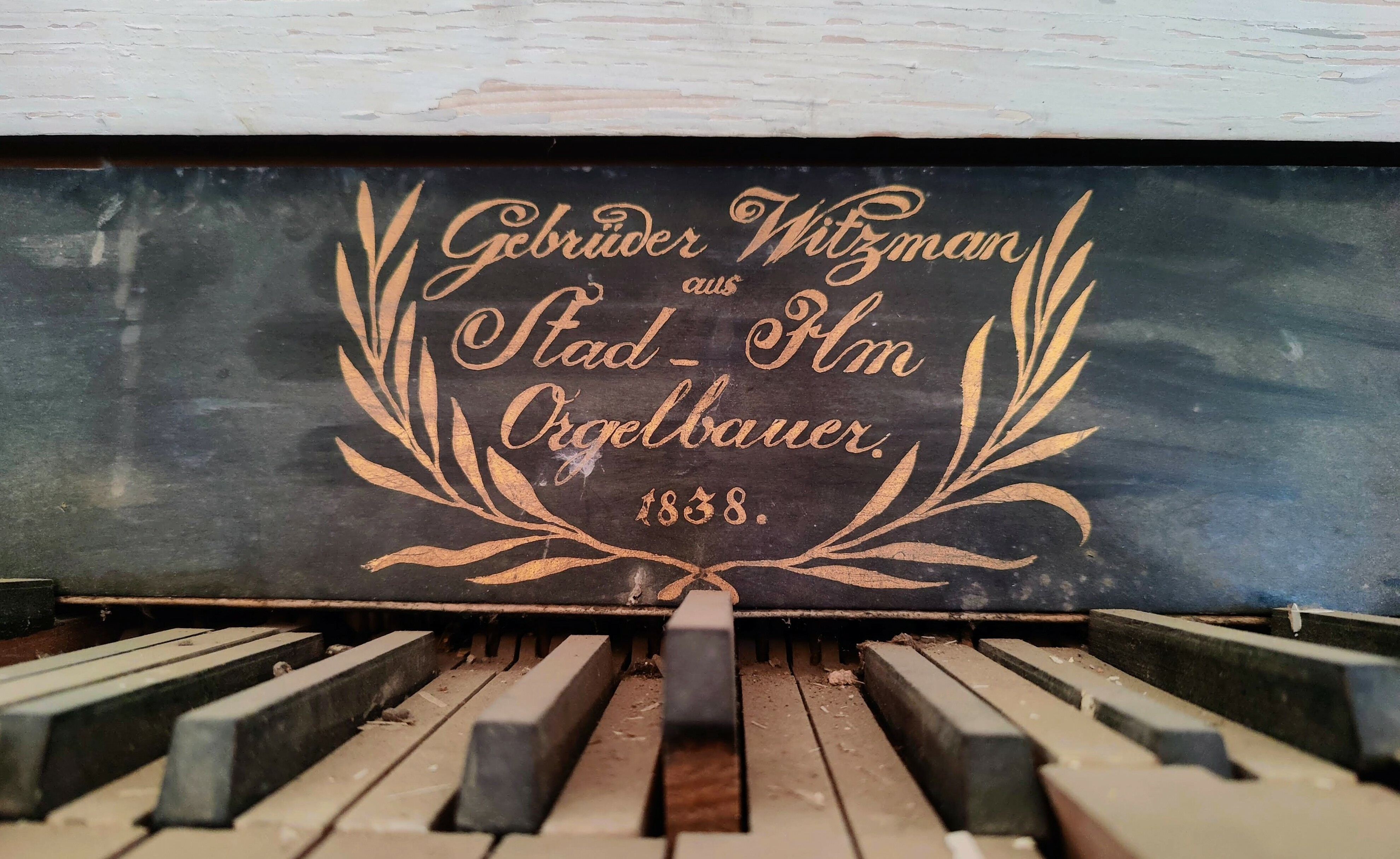
Firmenschild an der unspielbaren Orgel in Obergrunstedt

## Geschichte

### Johann Benjamin Witzmann
Johann Benjamin Witzmann (* 29. Januar 1782 in Stadtilm; † 7. Februar 1814 in Stadtilm) begründete die Werkstatt. Er war der Sohn des Bürgers und Böttchers Johann Michael Witzmann und dessen Ehefrau Catharina Christine Hauck aus Stadtilm und erlernte den Orgelbau vor 1800 vermutlich bei Johann Andreas Schulze (1753–1806), dem Vater von Johann Friedrich Schulze, der wiederum bei Witzmann in die Ausbildung ging. Johann Benjamin Witzmann erlangte im Jahr 1809 das Stadtilmer Bürgerrecht und baute dort von 1803 bis zu seinem Tod Orgeln. Nach dem Stimmen der Orgel in Ulla verunglückte Witzmann auf dem Heimritt tödlich. Er war privilegierter Orgelbauer im Herzogtum Sachsen-Gotha-Altenburg.

### Gebrüder Witzmann
Von 1834 bis um 1846 arbeiteten Carl August Eduard Witzmann und Heinrich Louis Witzmann immer wieder zusammen, unter dem Namen Gebrüder Witzmann. Danach arbeiteten beide nur noch selbst ständig.

#### Carl August Eduard Witzmann
Sein Sohn Carl August Eduard Witzmann (* 8. September 1809 in Stadtilm; † 21. Juni 1881 in Stadtilm) erlernte den Orgelbau bei Johann Friedrich Schulze. Nachdem sich die Gebrüder Witzmann um 1840 getrennt hatten, führte er die Firma in Stadtilm alleine weiter. 1867 heiratete Adam Eifert seine einzige Tochter Auguste Fanny Lina Witzmann (* 24. Juni 1843 in Stadtilm; † 3. September 1896 in Stadtilm) und wurde sein Werkmeister, bis Eifert 1871 seine eigene Werkstatt gründete. August Witzmann baute von 1830 bis 1881 zahlreiche Orgeln.

#### Heinrich Louis Witzmann
Heinrich Louis Witzmann (* 5. August 1812 in Stadtilm; † 11. August 1877 in Kleinrudestedt) war ein weiterer Sohn von Johann Benjamin Witzmann. Wie sein älterer Bruder ging er bei Johann Friedrich Schulze in die Lehre. Louis Witzmann wurde Lehrmeister von Adalbert Förtsch. Er ließ sich, nach der Trennung der Gebrüder Witzmann, in Kleinrudestedt nieder und wirkte hier von um 1840 bis 1877 als Orgelbauer.

### Emil Witzmann
(Karl-Friedrich Wilhelm) Emil Witzmann (* 10. März 1845 in Kleinrudestedt; † 1890) war Sohn von August Witzmann. Er wanderte nach Amerika aus und machte sich in Chicago als Orgelbauer selbstständig.
Orgelbau Schönefeld sieht sich über Eifert in der Nachfolge der Orgelbauerfamilie Witzmann.

## Werke (Auswahl)
Ein großes „P“ steht für ein selbstständiges Pedal, ein kleines „p“ für ein angehängtes Pedal. Eine Kursivierung zeigt an, dass die betreffende Orgel nicht mehr erhalten ist oder lediglich noch der Prospekt aus der Werkstatt stammt.
Der Zeitraum, in dem die Gebrüder Witzmann zusammenarbeiteten, ist nicht genau belegt, deshalb ist auch die Zuordnung der Orgeln zwischen den Brüdern nicht immer eindeutig.

### Johann Benjamin Witzmann
| Jahr | Ort           | Gebäude    | Bild | Manuale | Register | Bemerkungen |
| ---- | ------------- | ---------- | ---- | ------- | -------- | --- |
| 1803 | Ulrichshalben | Dorfkirche |      | II/P    | 12       | Neubau im barocken Gehäuse, um 1860 Umbau durch Emil Heerwagen, 2007 Restaurierung durch Orgelbau Schönefeld                                           |
| 1807 | Mellingen     | St. Georg  |      | II/P    | 23       | Neubau, 1893 Umdisponierung durch Friedrich Wilhelm Böttcher, 1971 neobarocke Umdisponierung durch Günter Bahr, 1999 Rückbau durch Orgelbau Schönefeld |
| 1810 | Oßmannstedt   | St. Peter  |      | II/P    | 21       | Neubau, 2010 Restauriert durch Orgelbau Waltershausen                                                                                                  |
| 1812 | Millingsdorf  | Dorfkirche |      | I/P     | 8        | Umsetzung der Johann Georg Franke-Orgel von 1717 aus Oßmannstedt                                                                                       |
| 1814 | Traßdorf      | Dorfkirche |      | II/P    | 14       | Neubau, Vollendung durch Johann Friedrich Schulze |

### Gebrüder Witzmann
| Jahr | Ort           | Gebäude              | Bild | Manuale | Register | Bemerkungen                                                                         |
| ---- | ------------- | -------------------- | ---- | ------- | -------- | ----------------------------------------------------------------------------------- |
| 1834 | Mechelroda    | Dorfkirche           |      | I/P     | 8        | erster Neubau der Gebrüder Witzmann, 2002 Restaurierung durch Norbert Sperschneider |
| 1837 | Büchel        | St. Ulrich           |      | II/P    | 23       | Neubau                                                                              |
| 1838 | Obergrunstedt | Dorfkirche           |      | II/P    | 15       | Neubau; nach Vandalismus geplündert und unspielbar erhalten → Orgel                 |
| 1839 | Utzberg       | St. Johannes Baptist |      | II/P    | 21       | Neubau im Gehäuse von 1725                                                          |
| 1839 | Ulla          | St. Georg            |      | II/P    | 15       | Neubau                                                                              |
| 1839 | Geunitz       | St. Elisabeth        |      |         |          | Neubau                                                                              |
| 1841 | Neusiß        | Dorfkirche           |      | II/P    | 20       | Neubau                                                                              |
| 1846 | Schönewerda   | St. Johannes         |      | II/P    | 21       | Neubau                                                                              |

### August Witzmann
| Jahr    | Ort                   | Gebäude              | Bild | Manuale | Register | Bemerkungen                                                                                                |
| ------- | --------------------- | -------------------- | ---- | ------- | -------- | --- |
| 1840    | Lehnstedt             | Magdalenenkirche     |      | I/P     | 11       | Neubau → Orgel                                                                                             |
| 1841    | Breitenhain           | Dorfkirche           |      | II/P    | 14       | Neubau |
| 1842    | Hausen                | St. Nikolaus         |      | I/P     | 9        | Neubau, später um eine Flauto traverso 8' erweitert                                                        |
| 1842    | Legefeld              | St. Trinitatis       |      | II/P    | 14       | Neubau |
| 1843    | Witzleben             | St. Magdalenen       |      | II/P    | 19       | Neubau |
| 1844    | Lengefeld             | Dorfkirche Lengefeld |      | I/P     | 10       | Neubau |
| 1844    | Mönchenholzhausen     | St. Peter und Paul   |      | II/P    | 18       | Neubau unter Einbeziehung von Teilen der Herold-Orgel von 1700                                             |
| 1847    | Waldau                | Dorfkirche           |      | II/P    | 20       | Neubau |
| 1848    | Taubach               | St. Ursula           |      | II/P    | 21       | Neubau |
| 1848    | Haindorf              | Dorfkirche           |      | II/P    | 14       | Neubau, seit 1917 Prospektpfeifen nicht mehr vorhanden                                                     |
| 1849    | Sachsenhausen         | St. Kilian           |      | II/P    | 20       | Neubau, 2000 Restaurierung durch Orgelbau Schönefeld                                                       |
| 1851    | Großenehrich          | St.-Crucis-Kirche    |      | II/P    | 23       | Neubau |
| 1852    | Ballstedt             | Dorfkirche           |      |         |          | Neubau |
| 1855    | Krakendorf            | Dorfkirche           |      | I/P     | 9        | Neubau, 1993 Auslagerung; 2005 Rücklagerung in die Kirche                                                  |
| 1856    | Wippra                | St. Marien           |      | II/P    | 20       | Neubau |
| 1857    | Elleben               | Dorfkirche           |      | II/P    | 24       | Umbau der Schmaltz-Orgel von 1768                                                                          |
| 1860    | Leubingen             | St. Petri            |      | II/P    | 22       | Neubau |
| 1861    | Hermerode             | St. Matthäus         |      | I/P     | 6        | Neubau |
| 1861    | Oettern               | Dorfkirche           |      | I/P     | 11       | Neubau |
| 1862    | Stadtilm              | St. Marien           |      | II/P    | 24       | Neubau |
| 1865    | Kerspleben            | Heilig Geist Kirche  |      | II/P    | 26       | Umdisponierung der Schröter-Orgel von 1721                                                                 |
| 1865    | Pennewitz             | Dorfkirche           |      | II/P    | 20       | Neubau |
| 1867    | Remda                 | St. Simon und Juda   |      | II/P    | 24       | Neubau, 2013 Restaurierung durch Orgelbau Schönefeld                                                       |
| 1867    | Riechheim             | Dorfkirche           |      | II/P    | 14       | Neubau |
| 1867    | Ottmannshausen        | Ottmannshausen       |      | II/P    | 14       | Neubau, Orgelabnahme durch Johann Gottlob Töpfer                                                           |
| 1869    | Gerbstedt             | St. Johannes         |      | II/P    | 28       | Neubau, 1908 Umbau durch Adam Eifert Nachfolger auf III/P/38, 2003 Restaurierung durch Orgelbau Schönefeld |
| um 1870 | Stedten am Ettersberg | St. Kilian           |      | II/P    | 11       | Neubau |
| 1876    | Niedergrunstedt       | St. Mauritius        |      | II/P    | 21       | Neubau, Orgelabnahme durch Stadtorganist B. Sulze und Hoforganist Alexander Wilhelm Gottschalg             |
| 1877    | Bechstedtstraß        | St. Bonifatius       |      | II/P    | 25       | Neubau |
| 1878    | Oberndorf             | St. Anna             |      | II/P    | 14       | Neubau |

### Louis Witzmann
| Jahr           | Ort            | Gebäude            | Bild | Manuale | Register | Bemerkungen                                                                                     |
| -------------- | -------------- | ------------------ | ---- | ------- | -------- | ----------------------------------------------------------------------------------------------- |
| 1849           | Erdeborn       | St. Bartholomäus   |      |         |          | Neubau                                                                                          |
| um 1850        | Kleinrudestedt | Dorfkirche         |      | II/P    | 26       | Neubau                                                                                          |
| 1853           | Niederroßla    | Dorfkirche         |      | II/P    | 21       | Umbau der Trebs-Orgel von 1730, Orgelabnahme 1853 durch Johann Gottlob Töpfer                   |
| 1856           | Sprötau        | Zum Heiligen Kreuz |      | II/P    | 19       | Neubau                                                                                          |
| 1856           | Wippra         | St. Marien         |      | II/P    | 21       | Neubau                                                                                          |
| 1863 oder 1848 | Schraplau      | St. Johannes       |      | II/P    | 21       | Neubau, 1964 neuer Prospekt                                                                     |
| 1866           | Kutzleben      | St. Petri          |      | II/P    | 20       | Neubau                                                                                          |
| 1867           | Rohrborn       | St. Michael        |      | II/P    | 11       | Erweiterung und Umsetzung der Christian Sigismund Voigt-Orgel von 1775 aus St. Laurentius, Maua |
| 1868           | Maua           | St. Laurentius     |      | II/P    | 17       | Neubau                                                                                          |
| 1869           | Nöda           | St. Marien         |      |         |          | Restaurierung der Berger-Orgel von 1733                                                         |
| 1871           | Sömmerda       | St. Bonifatius     |      | II/P    | 31       | Umbau Johann-Georg-Krippendorf-Orgel von 1709                                                   |
| 1872           | Schloßvippach  | St. Vitus          |      | II/P    | 33       | Umbau Johann Friedrich Hartung-Orgel von 1777                                                   |
| 1875           | Jena           | St. Michael        |      | I/P     | 13       | Umbau Orgel von 1706                                                                            |
| 1875           | Lindig         | St. Ursula         |      | II/P    | 19       | Erweiterung Gerhard-Orgel von 1742                                                              |